# Orodruin
En el universo de ficción de Tolkien y en la novela El Señor de los Anillos, el Orodruin (literalmente, Monte del Fuego Resplandeciente, en élfico) o la montaña de Fuego, es un volcán en medio de la tierra de Mordor. Allí se estableció Sauron a principios de la Segunda Edad del Sol y allí forjó el Anillo Único. Aunque no sobrepasaba los mil quinientos metros de altura, este volcán se alzaba solitario dominando la enorme y estéril meseta de Gorgoroth, en la parte norte de Mordor.
Esta montaña fue llamada monte del Destino por los hombres de Gondor (Amon Amarth en élfico), cuando sus fuegos despertaron tras el retorno de Sauron, luego de la anegación de Númenor. Desde entonces veían constantemente la oscuridad y las sombras causadas por sus constantes emisiones de ceniza y gases tóxicos, como la peste que vino de él en la Tercera Edad y arrasó con la población de Calenardhon e Ithilien. 
Emulando a su maestro, Morgoth Bauglir, el primer Señor Oscuro, Sauron hace emanar una sombra llena de desesperación sobre Minas Tirith expandiendo las oscuras nubes de ceniza volcánica sobre Gondor, antes de la Batalla de los Campos del Pelennor, al final de la Tercera Edad del Sol. 
Orodruin o el monte del Destino juega un papel importante en la trilogía. Fue allí, en las Grietas del Destino, donde Sauron forjó en secreto el Anillo Único, en el año 1600 de la Segunda Edad del Sol. Como consecuencia, el Orodruin tuvo gran importancia en la guerra contra Sauron (Guerra del Anillo), ya que solo en el magma de la Grieta del Destino podía ser fundido y destruido el Anillo Único y acabar con la amenaza de la Sombra del Este, y por lo tanto el rumbo final que debe tomar Frodo.
Orodruin entra en erupción cuando en el año 3019 TE el portador del Anillo, cumple con su misión al final de la historia y el anillo es arrojado a la lava en las entrañas del volcán. La montaña se estremece con fuertes terremotos y se inunda de lava, para acabar explotando en pedazos.

## Sammath Naur
En el flanco oriental del Orodruin se encontraban los «Recintos de Fuego» o Sammath Naur (su nombre en sindarin) que era el lugar en donde Sauron forjó el Anillo Único. 
Se trataba de un enorme recinto excavado en la roca de la Montaña, a la altura media de la misma. En su interior, después de pasar una larga galería, se encontraba una profunda y ancha grieta que atravesaba las paredes laterales de ambos flancos de la caverna y el piso de la misma, de la cual "(...) brotaba un resplandor rojo, que de pronto trepaba en una súbita llamarada, de pronto se extinguía abajo, en la oscuridad; desde los abismos subía un rumor y una conmoción, como de máquinas enormes que golpearan y trabajaran...", era la Grieta del Destino, en donde, con sus fuegos, había sido forjado el Anillo Único, y en sus profundidades, la lava y la escoria de las entrañas del volcán burbujeaban y recorrían su camino ascendente hasta la boca, para ser vomitada por la montaña.
Se llegaba hasta ellos después de atravesar un camino que venía de Barad-dûr, "(...) partía de la gran Puerta Occidental de la Torre Oscura..." y tras pasar un puente de hierro, se internaba en la llanura de Lithlad. Ya cercano al volcán corría durante más de una legua entre "(...) dos precipicios humeantes y llegaba a un extenso terraplén empinado en el flanco oriental...", para desde allí trepar serpenteando, hasta la Puerta de los Sammath Naur. Frodo y Sam llegaron al terraplén desde el Norte, encontrándose con la terrible visión de la Torre Oscura.
- Datos: Q982944